# Yeşilköy, Kaş
Yeşilköy là một thị trấn thuộc huyện Kaş, tỉnh Antalya, Thổ Nhĩ Kỳ. Dân số thời điểm năm 2011 là 3.295 người.